# Olgierd Kossowski
Olgierd Andrzej Kossowski (ur. 1928 w Skałacie, zm. 16 maja 2011 w Bielsku-Białej) – polski lekarz, neurolog, psychiatra, dr nauk medycznych,  pisarz, tłumacz, karykaturzysta. Prezes Polskiego Towarzystwa Akupunktury i wiceprezes Polskiego Towarzystwa Neurologicznego.
Wychował się na Kresach Wschodnich. Po wojnie zamieszkał w Bielsku-Białej, gdzie stworzył  w Szpitalu Ogólnym oddział neurologiczny, którego był ordynatorem przez blisko 40 lat. Po przejściu na emeryturę pracował w poradni leczenia bólu i akupunktury w Szpitalu Wojewódzkim w Bielsku-Białej. 
Członek Polskiego Towarzystwa Lekarskiego.
Swojej twórczości rysunkowej (karykaturom) oraz pracy medycznej poświęcił książki:
- 100 karykatur lekarzy Podbeskidzia Olgierda Kossowskiego (Studio "Sara", cop., Bielsko-Biała 1995)
- Moje życie : medycyna i sztuka (Wydział Kultury i Sztuki Urzędu Miejskiego, Bielsko-Biała, 2006)